# Kongens Artilleriregiment
Kongens Artilleriregiment (dobesedno slovensko Kraljevi artilerijski polk; kratica KAR) je bivši artilerijski polk Kraljeve danske kopenske vojske.

## Zgodovina
Polk je bil ustanovljen leta 1982 z združitvijo Kronens Artilleriregiment in Sjællandske Artilleriregiment.
1. novembra 2005 je polk prenehal obstajati, ko se je združil z Dronningens Artilleriregiment.